# Барбара Бебкок
Барбара Бебкок (англ. Barbara Babcock, (27 лютого 1937 , Форт Райлі ) — американська характерна акторка, лауреатка премії «Еммі». За свою кар'єру, що охоплює п'ять десятиліть, з'явилася майже у ста фільмах та телесеріалах. 

## Ранній життєпис
Барбара Бебкок народилася 1937 року в Форт-Райлі, штат Канзас у США, але провела більшу частину дитинства в Токіо в Японії, оскільки була донькою генерала армії США, який перебував там на військовій службі. Навчилася говорити японською раніше, ніж англійською. Вона закінчила приватну школу у Фармінгтоні, штат Коннектикут у США, а потім вступила до Коледжу Веллслі.

## Кар'єра
На початку кар'єри Бебкок часто з'являлася на телебаченні, в таких шоу як «Зоряний шлях», «Шоу Люсі», «Місія нездійсненна», «Вулиці Сан-Франциско», «Старскі та Гатч», а на великому екрані була помітна у фільмах «День злої зброї» (1968), «Небо з пістолетом» (1969) та «Бий у барабан повільно» (1973).
З 1978 по 1982 рік Бебкок грала роль Ліз Крейг у телесеріалі Даллас. У 1981 році вона була запрошена на роль Грейс Гарднер у телесеріал «Блюз Гілл стріт», яка стала її проривом у кар'єрі і принесла премію «Еммі» за найкращу жіночу роль у драматичному телесеріалі. Після перемоги на «Еммі» Бебкок виконала головні ролі в кількох серіалах, що недовго проіснували, а також знялася в ряді телефільмів. Вона була запрошеною зіркою в телесеріалах «Готель», «Альфред Гічкок представляє», «Золоті дівчата», «Чайна-Біч» та «Вона написала вбивство».
З 1993 по 1998 рік Бебкок знімалася в телесеріалі «Доктор Квін, жінка-лікар», де зіграла Дороті Дженнінгс, піонерку журналістики. Вона знову була номінована на Еммі, цього разу в категорії за найкращу жіночу роль другого плану в драматичному телесеріалі. В 1994 році Барбара Бебкок була включена в список «50 найкрасивіших людей світу» за версією журналу People.
На великому екрані Бебкок насамперед відома за роллю суворої матері героїні Ніколь Кідман у фільмі «Далека країна» (1992) та дружини Клінта Іствуда у картині «Космічні ковбої» (2000). Також вона з'явилася у фільмах «Доля Салему», «Просілочні дороги», «Щасливі разом», «Серце Діксі» та «Сам удома 4». У 2001—2002 роках Бебкок зіграла роль матері героїні Дани Ділейні в серіалі «Пасадена» і в наступні роки не була активна на екрані.

## Особисте життя
У 2004 році у Бебкок діагностували хворобу Паркінсона, і зараз вона проживає в Кармелі, штат Каліфорнія (США).
Бебкок і акторка Сьюзан Б'юрман отримали патент на розроблений ними шампунь.

## Вибрана фільмографія
- 1967—1968 — Зоряний шлях: Оригінальний телесеріал — Mea 3 / Філана / Голос за кадром Вор
- 1968—1973 — Меннікс — Еллен Вест (4 епізоди)
- 1975 — Вулиці Сан Франциско — Джуді Тірелл (1 епізод)
- 1976 — Старскі та Гатч — Елен Форбс (1 епізод)
- 1978—1982 — Даллас — Ліз Крейг
- 1979 — Доля Салему — Джун Петрі
- 1980 — Чорний мармур — Мадлен Вітфілд
- 1983 — Будьмо — Лана Маршалл (1 епізод)
- 1985—1993 — Вона написала вбивство — різні ролі (5 епізодів)
- 1989 — Щасливі разом — Рут Карпентер
- 1990 — Золоті дівчата — Шармен Холлінгсворт (1 епізод)
- 1992 — Далека країна — Нора Крісті
- 1998 — Чиказька надія — Беверлі Кронк (2 епізоди)
- 2000 — Космічні ковбої — Барбара Корвін
- 2001 — Фрейзер — Пенелопа Януар 1 епізод)
- 2002 — Сам удома 4 — Моллі
- 2002—2004 — Справедлива Емі — Даян Маккарті (2 епізоди)